# Shane Stannett
Shane Henry Stannett (ur. 24 czerwca 1966 w Te Awamutu) – nowozelandzki zapaśnik walczący w stylu wolnym. Olimpijczyk z Barcelony 1992, gdzie zajął jedenaste miejsce w kategorii 52 kg.
Czternasty na mistrzostwach świata w 1987. Piąty na igrzyskach Wspólnoty Narodów w 1994. Wicemistrz Wspólnoty Narodów w 1985, 1991 i 1993.
Trzykrotny złoty medalista mistrzostw Oceanii w latach 1986 - 1992 roku.